# 越智亮介
越智亮介（1990年4月7日—），是日本足球員，現效力藤枝MYFC，司職中場。